# Malîi Bairak, Mirhorod
Malîi Bairak (în ucraineană Малий Байрак) este un sat în comuna Velîki Sorociînți din raionul Mirhorod, regiunea Poltava, Ucraina.